# Tunjestala
Tunjestala (cyr. Туњестала) – wieś w Bośni i Hercegowinie, w Republice Serbskiej, w gminie Derventa. W 2013 roku liczyła 15 mieszkańców.